# Octoblepharum
Chi Rêu trắng tám răng (danh pháp khoa học: Octoblepharum) là một chi rêu trong họ Octoblepharaceae, đây là chi duy nhất nằm trong họ Rêu trắng tám răng.